# Tamás Kádár
Tamás Kádár (Veszprém, 14 maart 1990) is een Hongaars voetballer die als verdediger speelt.

## Clubcarrière
Kádár begon bij Zalaegerszegi TE en werd in 2008 door Newcastle United aangetrokken. Hij speelde vooral bij de reserves en werd kortstondig aan Huddersfield Town verhuurd. In augustus 2012 tekende hij na een stage voor twee seizoenen bij Roda JC Kerkrade. In juni 2013 werd bekendgemaakt dat hij vertrekt naar Diósgyőri VTK in zijn vaderland, waar hij op huurbasis in het seizoen 2012/13 al speelde. In 2015 tekende Kádár voor Lech Poznań, waar hij in zijn eerste seizoen geen vaste plaats in het basiselftal verkreeg; gedurende de jaargang 2015/16 stond Kádár vrijwel uitsluitend in de basisopstelling. In februari 2017 werd hij gecontracteerd door Dinamo Kiev. In februari 2020 ging hij naar het Chinese Shandong Luneng Taishan. In april 2021 werd hij verhuurd aan Tianjin Jinmen Tiger.

## Interlandcarrière
Kádár werd op 12 mei 2008 voor het eerst opgeroepen door de bondscoach van het Hongaars voetbalelftal. Zijn debuut maakte hij toen echter niet. Op 17 november 2010 maakte hij zijn debuut voor Hongarije in een vriendschappelijke interland tegen Litouwen. Hij verving zijn teamgenoot Zsolt Laczkó na rust. Met Hongarije nam Kádár in juni 2016 deel aan het Europees kampioenschap voetbal 2016. Hongarije werd in de achtste finale uitgeschakeld door België (0–4), nadat het in de groepsfase als winnaar boven IJsland en Portugal was geëindigd.

## Erelijst
Newcastle United
- Football League Championship

2010
 Diósgyőr
- Ligakupa

2014
 Lech Poznań
- Pools landskampioen

2015
- Poolse supercup

2015, 2016
1 Király ·
2 Lang ·
3 Korhut ·
4 Kádár ·
5 Fiola ·
6 Elek ·
7 Dzsudzsák ·
8 Nagy ·
9 Szalai ·
10 Gera ·
11 Németh ·
12 Dibusz ·
13 Böde ·
14 Lovrencsics ·
15 Kleinheisler ·
16 Pintér ·
17 Nikolić ·
18 Stieber ·
19 Priskin ·
20 Guzmics ·
21 Bese ·
22 Gulácsi ·
23 Juhász ·
Coach: Bernd Storck